# Přírodní park Ještěd
Přírodní park Ještěd byl vyhlášen 1. května 1995 nařízením Okresního úřadu v Liberci č. 1/95.

## Rozloha
Park se nachází na území okresu Liberec, kde zaujímá plochu 93,6 km². Lesy pokrývají plochu 63,7 % rozlohy celého území. Nejvyšším bodem parku je Ještěd (1012 m) a nejnižší je údolí Lužické Nisy poblíž Bílého Kostela (287 m). Park je dlouhý 22 km a jeho maximální šířka činí 7 km. Přírodní park Ještěd zasahuje nebo přímo pokrývá území 15 obcí.

## Ochrana
Park chrání ráz krajiny, v níž se nacházejí estetické a přírodní hodnoty jako např. lesní porost, mimolesní zeleně, cenný přírodní ekosystém, ale také charakteristické zemědělské kultury a významná lidská sídla při turistickém využití pro rozvoj oblasti.